# Vordernberg
Vordernberg est une commune autrichienne du district de Leoben en Styrie.